# Charles Wellesley, 9.º Duque de Wellington
Arthur Charles Valerian Wellesley, 9.º Duque de Wellington, 9.º Príncipe de Waterloo, 10.º Duque de Ciudad Rodrigo, 9.º Duque da Vitória OBE (19 de agosto de 1945), é o atual Duque de Wellington no pariato britânico, Príncipe de Waterloo na nobiliarquia neerlandesa e atual Duque de Ciudad Rodrigo na nobiliarquia espanhola, além de Duque da Vitória na extinta nobiliarquia portuguesa. Entre 1972 e 2014, era estilizado como Marquês Douro.

## Biografia
Arthur Wellesley nasceu com o título de Conde de Mornington, na casa de repouso Princesa Christian, em Windsor, Berkshire. Ele tem três irmãos menores e uma irmã caçula.
O Duque foi educado em Eton College e mais tarde em Christ Church, na Universidade de Oxford.
A 2 de junho de 1987, foi agraciado com o grau de Grande-Oficial da Ordem do Mérito, de Portugal.
Arthur foi patrono de arte britânica na Tate Gallery entre 1987 e 1990, bem como membro do Real Colégio de Arte (1992-1997). No ano de 1999, foi apontado lorde-tenente de Hampshire. No mesmo ano, recebeu a Ordem do Império Britânico por seus serviços às relações britânicas-hispânicas. Em 2003, foi apontado comissionário do English Heritage. Em 1 de outubro de 2007, ocupou o cargo de presidente do conselho de King's College, a maior instituição da Universidade de Londres. Desde 12 de junho de 2010, é o Duque de Ciudad Rodrigo.
Com o falecimento de seu pai, Arthur Valerian, assume os demais títulos familiares, de Duque de Wellington e de Príncipe de Waterloo.
A 15 de junho de 2023, foi agraciado com o grau de Grã-Cruz da Ordem do Infante D. Henrique, de Portugal.

## Casamento e descendência
A 3 de fevereiro de 1977, ele casou-se com a princesa Antônia da Prússia (que não usa mais seu título real), na Igreja de St. Paul, em Knightsbridge, Londres. Eles tiveram cinco filhos:
- Arthur Gerald Wellesley, Marquês Douro, nascido em 31 de janeiro de 1978;
- Lady Honor Victoria Wellesley, nascida em 25 de outubro de 1979;
- Lady Mary Luise Wellesley, nascida em 16 de dezembro de 1986;
- Lady Charlotte Anne Wellesley, nascida em 8 de outubro de 1990;
- Lorde Frederick Charles Wellesley, nascido em 30 de setembro de 1992.

## Títulos e estilo
- 19 de agosto de 1945 - 04 de janeiro de 1972: Conde de Mornington
- 04 de janeiro de 1972 - 31 de dezembro de 2014: Marquês de Douro
- 31 de dezembro de 2014 - presente: Sua Graça o Duque de Wellington
  - 10 de março de 2010 - Presente (em Espanha): Sua Excelência O Duque de Cidade Rodrigo
  - 31 de dezembro de 2014 - presente (em Bélgica e Holanda): Sua Alteza Sereníssima o Príncipe de Waterloo
  - 31 de dezembro de 2014 - presente (em Portugal - titular na nobiliarquia portuguesa extinta em 1910): Sua Excelência O Duque da Vitória